# 小巨足鼠耳蝠
小巨足鼠耳蝠（学名：Myotis hasseltii）也称小巨足蝠，一种分布于南亚、东南亚及中国云南省等地区的蝙蝠，隶属于蝙蝠科鼠耳蝠属。

## 形态特征
小巨足鼠耳蝠体型中等，前臂长38～43毫米。背部呈灰褐稍泛白，毛基暗褐至黑色，毛尖灰色；腹部颜色稍浅，毛基暗黑，毛尖灰白。耳黑褐色，短而宽大。翼膜黑褐色无毛，止于踝部。